# Supercopa d'Europa de futbol 1992
La Supercopa d'Europa de futbol 1992 és una competició que enfrontà al campió de la Copa d'Europa 1991-92, el FC Barcelona, i el guanyador de la Recopa d'Europa 1991-92, el Werder Bremen. El partit d'anada es jugà el 10 de febrer del 1993 al Weserstadion, amb un empat 1–1, i la tornada el 10 de març del 1993 al Camp Nou amb una victòria per 2–1, que donà la victòria al FC Barcelona amb un resultat global favorable de 3–2, aconseguint així el títol per primera vegada a la història.

## Detalls del partit

### Anada
| Werder Bremen | 1 – 1 | FC Barcelona |
| ------------- | ----- | ------------ |
| Allofs 88'    |       | Salinas 38'  |

| WERDER BREMEN:                                          |    |                       |  |     |
|                                                         |    |                       |  |     |
|                                                         |    |                       |  |     |
| GK                                                      | 1  | Oliver Reck           |  |     |
| RWB                                                     | 2  | Manfred Bockenfeld    |  |     |
| LWB                                                     | 3  | Thorsten Legat        |  |     |
| SW                                                      | 4  | Rune Bratseth         |  |     |
| CF                                                      | 5  | Marco Bode            |  | 69' |
| CB                                                      | 6  | Ulrich Borowka        |  |     |
| CB                                                      | 7  | Dieter Eilts          |  |     |
| CM                                                      | 8  | Mirko Votava          |  |     |
| CF                                                      | 9  | Bernd Hobsch          |  | 77' |
| CM                                                      | 10 | Andreas Herzog        |  |     |
| AM                                                      | 11 | Frank Neubarth        |  |     |
| Suplents:                                               |    |                       |  |     |
| GK                                                      | 12 | Hans-Jürgen Gundelach |  |     |
| FW                                                      | 13 | Stefan Kohn           |  | 69' |
| MF                                                      | 14 | Uwe Harttgen          |  |     |
| DF                                                      | 15 | Thomas Schaaf         |  |     |
| FW                                                      | 16 | Klaus Allofs          |  | 77' |
| Entrenador:                                             |    |                       |  |     |
| Otto Rehhagel Home del partit: – Àrbitres assistents: – |    |                       |  |     |

| BARCELONA:   |    |                       |  |     |
|              |    |                       |  |     |
| GK           | 1  | Andoni Zubizarreta    |  |     |
| RB           | 2  | Albert Ferrer         |  |     |
| CM           | 3  | Guillermo Amor        |  |     |
| SW           | 4  | Ronald Koeman         |  |     |
| CB           | 5  | Miquel Àngel Nadal    |  |     |
| CM           | 6  | José Mari Bakero      |  | 67' |
| RF           | 7  | Ion Andoni Goikoetxea |  |     |
| LF           | 8  | Hristo Stoítxkov      |  |     |
| CF           | 9  | Julio Salinas         |  | 83' |
| LB           | 10 | Richard Witschge      |  |     |
| AM           | 11 | Eusebio Sacristán     |  |     |
| Suplents:    |    |                       |  |     |
| DF           | 12 | José Ramón Alexanko   |  |     |
| GK           | 13 | Carles Busquets       |  |     |
| FW           | 14 | Txiki Begiristain     |  | 67' |
| DF           | 15 | Pablo Alfaro          |  |     |
| FW           | 16 | Thomas Christiansen   |  | 83' |
| Entrenador:  |    |                       |  |     |
| Johan Cruyff |    |                       |  |     |

### Tornada
| FC Barcelona                   | 2 – 1 | Werder Bremen |
| ------------------------------ | ----- | ------------- |
| Stòitxkov 32' · Goikoetxea 48' |       | Rufer 41'     |

| BARCELONA:                                             |    |                        |  |     |
|                                                        |    |                        |  |     |
|                                                        |    |                        |  |     |
| GK                                                     | 1  | Andoni Zubizarreta     |  |     |
| RB                                                     | 2  | Albert Ferrer          |  |     |
| LB                                                     | 3  | Josep Guardiola i Sala |  | 79' |
| SW                                                     | 4  | Ronald Koeman          |  |     |
| CB                                                     | 5  | Miquel Àngel Nadal     |  |     |
| CM                                                     | 6  | José Mari Bakero       |  | 50' |
| RF                                                     | 7  | Ion Andoni Goikoetxea  |  |     |
| CF                                                     | 8  | Hristo Stoítxkov       |  |     |
| AM                                                     | 9  | Michael Laudrup        |  |     |
| CM                                                     | 10 | Guillermo Amor         |  |     |
| LF                                                     | 11 | Eusebio Sacristán      |  |     |
| Suplents:                                              |    |                        |  |     |
| DF                                                     | 12 | José Ramón Alexanko    |  |     |
| GK                                                     | 13 | Carles Busquets        |  |     |
| FW                                                     | 14 | Txiki Begiristain      |  | 50' |
| DF                                                     | 15 | Pablo Alfaro           |  |     |
| FW                                                     | 16 | Julio Salinas          |  | 79' |
| Entrenador:                                            |    |                        |  |     |
| Johan Cruyff Home del partit: – Àrbitres assistents: – |    |                        |  |     |

| WERDER BREMEN: |    |                       |  |     |
|                |    |                       |  |     |
| GK             | 1  | Oliver Reck           |  |     |
| CB             | 2  | Thomas Schaaf         |  | 30' |
| LWB            | 3  | Thorsten Legat        |  | 77' |
| SW             | 4  | Rune Bratseth         |  |     |
| RWB            | 5  | Thomas Wolter         |  |     |
| CB             | 6  | Ulrich Borowka        |  |     |
| CM             | 7  | Dieter Eilts          |  |     |
| CF             | 8  | Wynton Rufer          |  |     |
| CF             | 9  | Bernd Hobsch          |  |     |
| CM             | 10 | Andreas Herzog        |  |     |
| AM             | 11 | Marco Bode            |  |     |
| Suplents:      |    |                       |  |     |
| GK             | 12 | Hans-Jürgen Gundelach |  | 30' |
| FW             | 13 | Stefan Kohn           |  |     |
| FW             | 14 | Klaus Allofs          |  | 77' |
| DF             | 15 | Dietmar Beiersdorfer  |  |     |
| MF             | 16 | Uwe Harttgen          |  |     |
| Entrenador:    |    |                       |  |     |
| Otto Rehhagel  |    |                       |  |     |

| Supercopa d'Europa 1992   |
| ------------------------- |
| Catalunya                 |
| FC Barcelona Primer títol |